# Варвара (Грчка)
Варвара (грч. Βαρβάρα) је насељено место у општини Аристотел у периферији Средишња Македонија, Грчка. Према попису из 2021. године било је 499 становника.
Према бугарском географу и историчару, Василу Канчову, у Варвари је 1900. године живело 600 Грка.